# لودويغ شلايدن
لودويغ شلايدن (بالألمانية: Ludwig Schleiden)‏ (و. 1802 – 1862 م) هو رسام ألماني، ولد في آخن، توفي في آخن، عن عمر يناهز 60 عاماً.